# 長須浜海水浴場

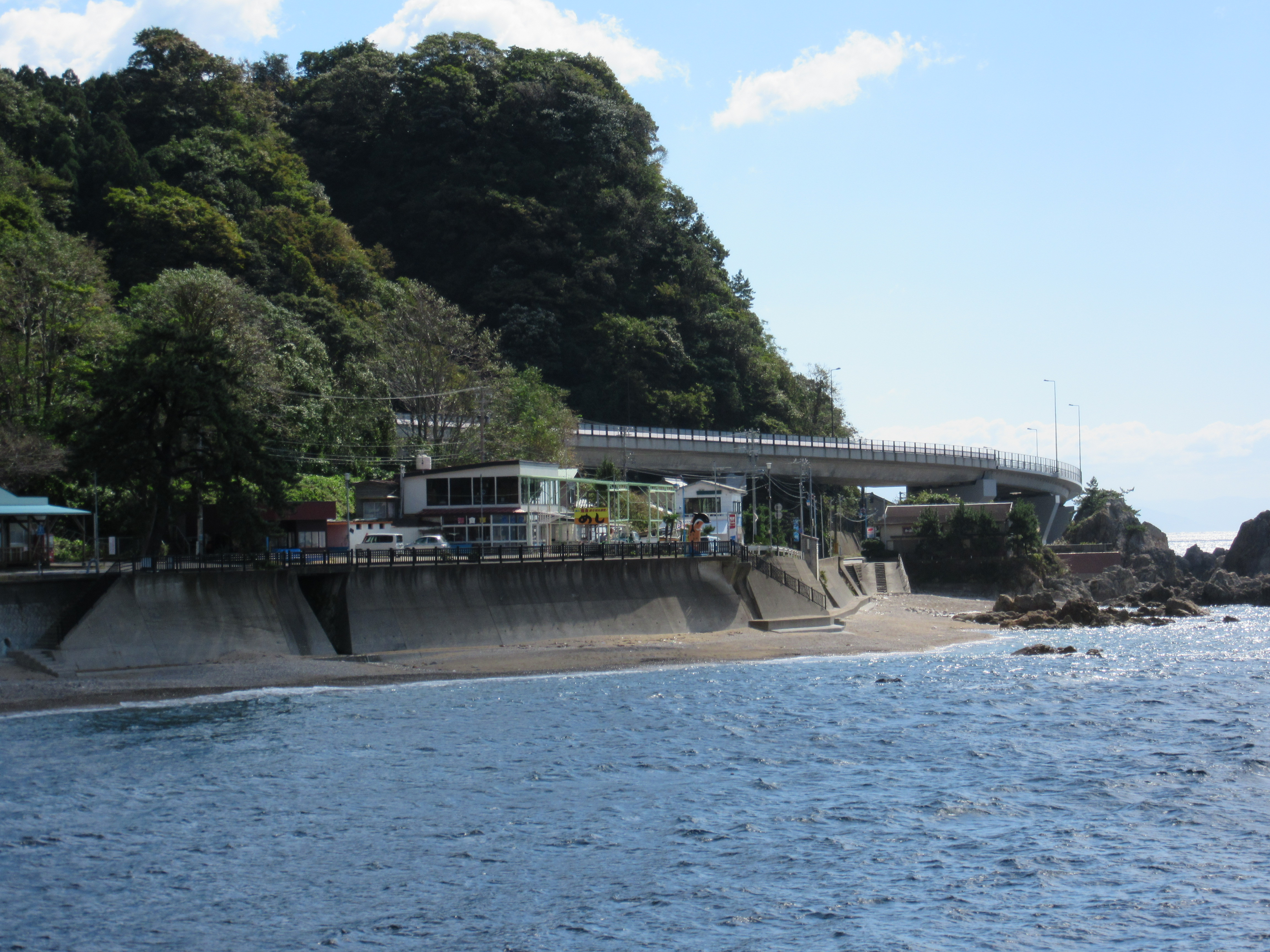
長須浜海水浴場

長須浜海水浴場（ながすはまかいすいよくじょう）は、福井県丹生郡越前町厨にある海水浴場である。

## 特徴
越前海岸の南方に位置する。隣の厨海水浴場との間には、温泉露天風呂がある。
- 砂浜の広さ:長さ:200m、幅:25m

## 概要
期間
- 7月上旬から8月下旬

## 所在地
- 福井県丹生郡越前町厨

### 交通アクセス

#### 公共交通機関
- ハピラインふくい線 武生駅・福井鉄道福武線 たけふ新駅より武生越前海岸線で約1時間。

#### 自動車道
- 大阪・名古屋方面

北陸自動車道 敦賀ICより国道8号、国道305号。
- 石川・富山方面

北陸自動車道 鯖江ICより国道417号、国道365号、国道305号経由。

## 周辺
- 越前海岸
- 越前岬
- 道の駅越前
- 越前がにミュージアム
- 越前水仙の里公園
- 呼鳥門